# Lista de prêmios e indicações recebidos por Johnny Cash
Esta é uma lista dos principais prêmios conquistados por Johnny Cash.   

## Conquistas
Academy of Country Music

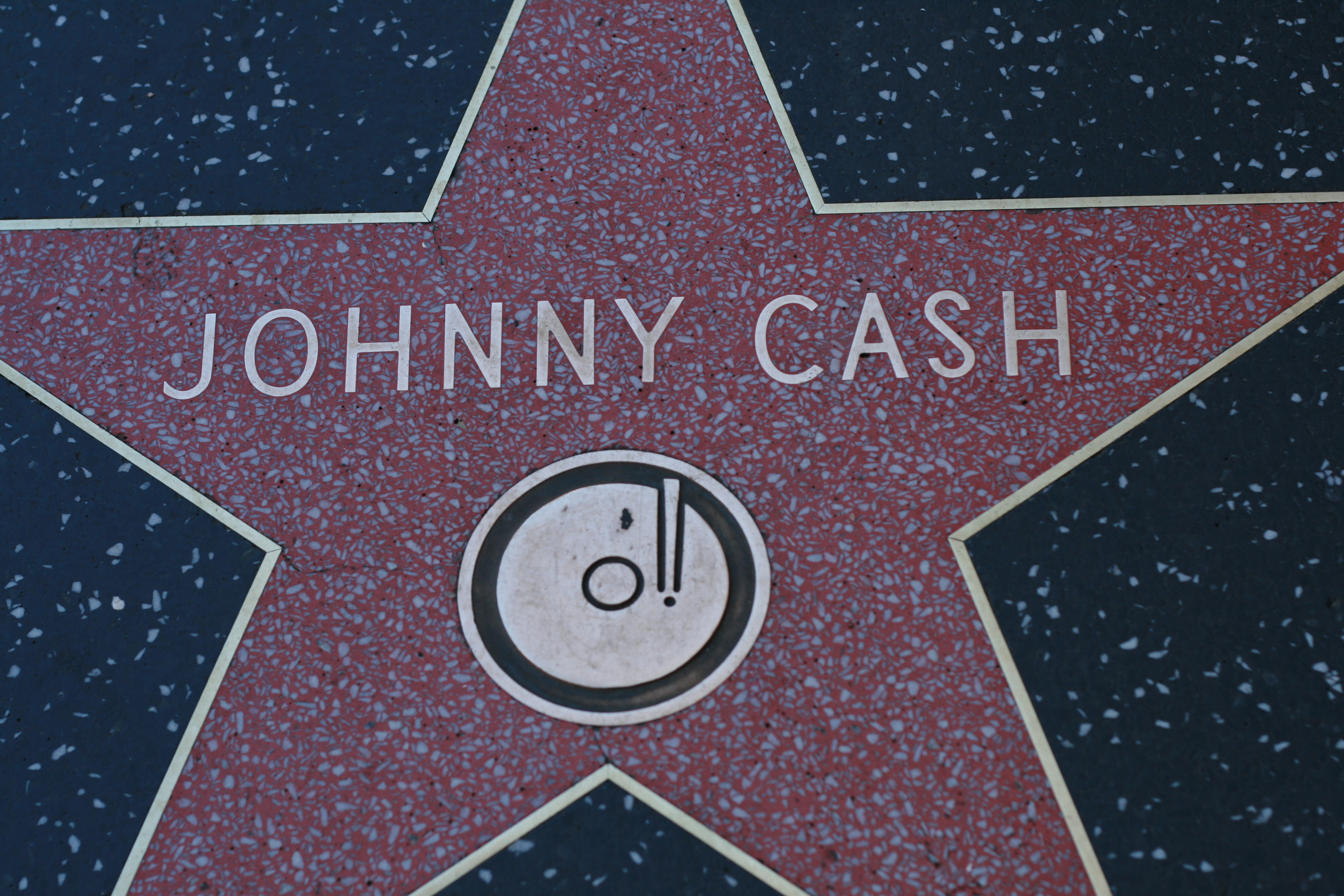
Estrela de Johnny Cash na Calçada da Fama de Hollywood

- Personalidade Televisiva do Ano – 1969
- Personalidade Televisiva do Ano – 1970
- Single do Ano de 1985 (como parte de The Highwaymen - "Highwayman")
- Prêmio Pioneiro de 1990

American Music Awards
- Vídeo Country Favorito de 1986, ("Highwayman", com Willie Nelson, Waylon Jennings e Kris Kristofferson) [4]

Americana Music Association
- Prêmio de Liberdade de Expressão "Spirit of Americana" de 2002
- Álbum do Ano de 2003 - American IV: The Man Comes Around
- Artista do Ano de 2003
- Canção do Ano de 2003 - "Hurt"

Country Music Association
- Álbum do Ano de 1968 - "At Folsom Prison"
- Álbum do Ano de 1969 - "At San Quentin"
- Artista do Ano de 1969
- Vocalista Masculino do Ano de 1969
- Single do Ano de 1969 - "A Boy Named Sue"
- Grupo Vocal do Ano de 1969 (com June Carter Cash)
- Álbum do Ano de 2003 - "American IV: The Man Comes Around"
- Single do Ano de 2003 - "Hurt"
- Vídeo Musical do Ano de 2003 - "Hurt"

Grammy Awards
- Melhor Performance Country & Western, Dueto, Trio ou Grupo de 1968 (com June Carter Cash) - "Jackson"
- Melhores Notas de Álbum de 1969 - "At Folsom Prison"
- Melhor Performance Vocal Country, Masculino de 1969 - "Folsom Prison Blues"
- Melhores Notas de Álbum de 1970 - "Nashville Skyline"
- Melhor Performance Vocal Country, Masculino de 1970 - "A Boy Named Sue"
- 1971 Melhor Performance Country de Duo ou Grupo com Vocal (com June Carter Cash) - "If I Were A Carpenter"
- Melhor Álbum Falado ou Não Musical de 1987 (com Carl Perkins, Chips Moman, Jerry Lee Lewis, Ricky Nelson, Roy Orbison e Sam Philips) – "Interviews from the Class of '55 Recording Sessions"
- Melhor Álbum Folclórico Contemporâneo de 1995 - "American Recordings"
- Melhor Álbum Country de 1998 - "Unchained"
- Prêmio Grammy Hall of Fame de 1998 - "I Walk The Line"
- Prêmio Grammy Hall of Fame de 1998 - "Ring of Fire"
- Prêmio Grammy pelo conjunto de sua obra de 1999
- Melhor Performance Vocal Country Masculina de 2001 - "Solitary Man"
- Melhor Álbum Country de 2002 - Concedido a vários artistas por contribuições para Timeless, um álbum tributo a Hank Williams.
- Melhor Performance Vocal Country Masculina de 2003 - "Give My Love To Rose"
- Melhor Álbum Country de 2004 - Concedido a vários artistas por contribuições para Livin', Lovin', Losin': Songs of the Louvin Brothers.
- Melhor Vídeo Musical de 2004 - "Hurt"
- Melhor Vídeo Musical de 2008 - "God's Gonna Cut You Down"

## Induções ao Hall da Fama
Country Music Hall of Fame and Museum
- Introduzido em 1980

Cheyenne Frontier Days Old West Museum
- Hall da Fama do Cheyenne Frontier Days introduzido em 2003 [5]

Gospel Music Hall of Fame
- Introduzido em 2011

Memphis Music Hall of Fame
- Introduzido em 2013

Nashville Songwriters Hall of Fame
- Introduzido em 1977

Rockabilly Hall of Fame
- 115º homenageado

Rock and Roll Hall of Fame
- Introduzido em 1992

## Outros prêmios
Calçada da Fama de Hollywood
- em 8 de fevereiro de 1960

Prêmio Horatio Alger
- Concedido em 1977 [6]

Golden Plate Award of the American Academy of Achievement
- Concedido em 1988 [7] [8]

Honras do Kennedy Center
- Concedido em 1996

MTV Video Music Awards
- Melhor Cinematografia de 2003 - "Hurt"

National Medal of Arts
- Concedido em 2001

NME
- Melhor Videoclipe de Todos os Tempos – “Hurt”

## Nomeações
Academy of Country Music 
- Melhor vocalista masculino de 1965
- Álbum do Ano de 1969 (At Folsom Prison)
- Gravação única do ano de 1969 (A Boy Named Sue)
- Canção do Ano de 1969 (A Boy Named Sue)
- Instrumento Especializado do Ano de 1969 - Harmônica
- Personalidade televisiva do ano em 1969
- Melhor vocalista masculino de 1969
- Artista do Ano de 1970
- Canção do Ano de 1970 (Sunday Morning Comin' Down)
- Personalidade televisiva do ano em 1970
- Personalidade televisiva do ano em 1971
- Álbum do Ano de 1985 (como parte de The Highwaymen para o álbum Highwayman)
- Vídeo do Ano de 1985 (para o vídeo do single "Highwayman")
- Álbum do Ano (American III: Solitary Man)

Country Music Association Awards 
- Grupo Vocal do Ano de 1967 (com June Carter Cash)
- Artista do Ano de 1968
- Vocalista Masculino do Ano de 1968
- Single do Ano de 1968 (Folsom Prison Blues)
- Grupo Vocal do Ano de 1968 (com June Carter Cash)
- Single do ano de 1969 (Daddy Sang Bass)
- Álbum do Ano de 1970 (Hello, I'm Johnny Cash)
- Artista do Ano de 1970
- Vocalista Masculino do Ano de 1970
- Dupla Vocal do Ano de 1970 (com June Carter Cash)
- Dupla Vocal do Ano de 1971 (com June Carter Cash)
- Vídeo Musical do Ano de 1985 ("Highwayman")
- Single do Ano de 1985 ("Highwayman")
- Evento Vocal do Ano de 1989 ("That Old Wheel" com Hank Williams, Jr.)
- Evento vocal do ano de 1989 ("Ballad of a Teenage Queen com Rosanne Cash e The Everly Brothers)
- Evento Vocal do Ano de 1990 ("Highwayman 2 com Willie Nelson, Waylon Jennings e Kris Kristofferson)
- Evento Vocal do Ano de 1991 ("Highwayman 2 com Willie Nelson, Waylon Jennings e Kris Kristofferson)
- Evento vocal do ano de 1994 ("The Devil Comes Back To Georgia" com Mark O'Connor, Marty Stuart, Charlie Daniels e Travis Tritt)
- Evento vocal do ano de 2003 ("Tears in the Holston River" com The Nitty Gritty Dirt Band)

Grammy Awards
- Álbum do Ano de 1969 - At San Quentin
- Gravação do Ano de 1969 - A Boy Named Sue
- Melhor Performance Vocal Country, Masculino de 1970 - Sunday Morning Comin' Down
- Melhor Performance Vocal Country por Duo ou Grupo de 1972 (com June Carter Cash) - "If I Had a Hammer"
- Melhor Performance Country de Duo ou Grupo com Vocal de 1986 (como parte de The Highwaymen para a música Highwayman)
- Melhor Performance Country de Duo ou Grupo com Vocal de 1987 (com Carl Perkins, Chips Moman, Jerry Lee Lewis, Ricky Nelson, Roy Orbison e Sam Philips) – "Entrevistas da turma de sessões de gravação de 55"
- Melhor Colaboração Vocal Country de 1990 (com Roy Acuff, Emmylou Harris, Levon Helm, The Nitty Gritty Dirt Band e Ricky Skaggs) - "Will The Circle Be Unbroken" [14]
- Melhor Colaboração Vocal Country de 1991 (com Willie Nelson, Waylon Jennings e Kris Kristofferson) - "Highwayman 2" [15]
- Melhor Colaboração Vocal Country de 1995 (com Mark O'Connor, Marty Stuart, Charlie Daniels e Travis Tritt) - "The Devil Comes Back To Georgia" [16]
- Melhor Performance Vocal Country Masculina de 1998 - "Rusty Cage" [17]
- Melhor Performance Vocal Country Masculina de 2001 - "I Dreamed About Mama Last Night" [18]
- 2002 Melhor Colaboração Country com Vocais (com Fiona Apple) - "Bridge Over Troubled Water" [19]
- 2003 Melhor Colaboração Country com Vocais (com June Carter Cash) - "Temptation" [20]
- Melhor Colaboração Pop com Vocais de 2004 (com Joe Strummer) - "Redemption Song" [21]
- Melhor Performance Vocal Country Masculina de 2005 - "Engine One-Forty-Three" [22]

MTV Video Music Awards
- Prêmio MTV Video Music de 2003 de Melhor Direção de Arte
- Prêmio MTV Video Music de 2003 de Melhor Direção
- Prêmio MTV Video Music de 2003 de Melhor Edição
- Prêmio MTV Video Music de 2003 de Melhor Vídeo Masculino
- Prêmio MTV Video Music de 2003 para Vídeo do Ano